# شوگیز
شوگِیز یا شوگِیزینگ (انگلیسی: Shoegazing) (در ابتدا دریم پاپ گفته می‌شد) زیرسبکی از موسیقی ایندی راک و راکِ آلترناتیو است که اواخر دهه ۱۹۸۰ در بریتانیا ظهور کرد و اوج محبوبیتش را در اوایل دهه ۱۹۹۰ تجربه کرد. ویژگی بارز این سبک بهره‌گیری فراوان از گیتار دیستورشن، بازخورد صوتی، خوانندگی ناواضح در همراهی با صدای درهم‌آمیخته و نامتمایز سازهاست که «دیوارهای صوتی» را تشکیل می‌دهند.
اصطلاح «شوگیزینگ» (به معنیِ خیره‌به‌کفش) ابتدا در نشریات بریتانیایی به‌شکلی تمسخرآمیز برای توصیف موجی از گروه‌های بریتانیایی نئوسایکدلیک که در کنسرت‌ها با حالتی سربه‌زیر و درونگرا، بی‌توجه به مخاطب به اجرا می‌پرداختند، به کار رفت. وفورِ استفاده از پدال افکت که باعث می‌شد دائم زیر پایشان را نگاه کنند هم به فراگیر شدن این طرز تلقی دامن زد. شوگیز اصطلاحی تحقیرآمیز برای اشاره به موسیقی دریم پاپ نیز بوده است.
بیشتر گروه‌های شوگِیز به سبک گروه مای بلادی ولنتاین و «چیزی نیست» (۱۹۸۸) آن‌ها جذب شدند. برچسب نه‌چندان باربطی که به گروه‌های شوگیز و گروه‌های دیگر مرتبط در اوایل دهه ۱۹۹۰ داده شده بود، «حلقه موسیقی ازخودمتشکر» بود. در دهه ۱۹۹۰ شوگیز به تدریج با جنبش موسیقی گرانج آمریکایی و موسیقی بریت‌پاپ مانند گروه سوید کنار زده شد اما اوایل دهه ۲۰۰۰ میلادی در قالب سبک نو گیز دوباره بازگشت.